# منتخب سلوفاكيا لهوكي الجليد للناشئين
منتخب سلوفاكيا لهوكي الجليد للناشئين (بالسلوفاكية: Slovenské národné hokejové mužstvo hráčov do 20 rokov)‏ هو ممثل سلوفاكيا الرسمي في المنافسات الدولية في هوكي الجليد للناشئين
.